# 太平山炮台
太平山炮台，或称“伊尔蒂斯山炮台”，一般用于指代位于中国山东省青岛市太平山一带的若干处德占时期驻青德军炮台，主要包含太平山东炮台及北炮台两座永久性陆防炮台，太平山北炮台及东炮台旧址现为青岛市文物保护单位。

## 概况
青岛德占时期，驻青德军在太平山一带修筑了若干永久性及临时陆防炮台，其中以太平山东炮台及北炮台两座永久性陆防炮台规模最大保存最完整，同时也是德军战时陆防炮兵指挥部所在地。太平山东炮台及北炮台位于今太平山东北榉林公园一带，设计建造于1906至1908年间，由贝泥各公司（H. Bernick & Pötter）承建，总建设预算587000马克，射击范围涵盖北至四方南至麦岛的广大陆地区域。

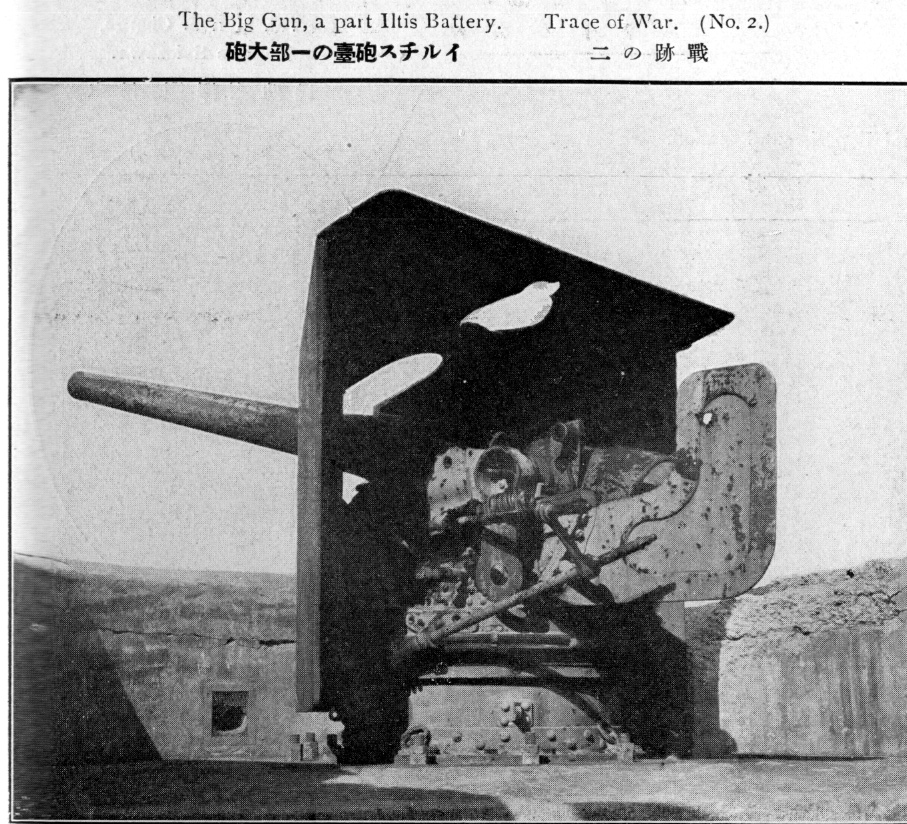
上伊尔蒂斯山炮台（太平山东炮台）的105毫米炮

太平山东炮台，德军称为上伊尔蒂斯山炮台（Obere Iltisberg-Batterie），日军称为伊尔蒂斯山东炮台（イルチス山東砲台），海拔143米，装备2门105毫米40倍径速射加农炮，1914年战时有士兵13人，按预算装备榴弹493发，榴霰弹900发。炮台的大型半地下掩蔽部分上下两层，建筑面积约400平方米，共6个大房间，门窗朝西，一层开大门2扇，二层面积较小，开铁门1扇通往两端炮位。
太平山北炮台，德军称为下伊尔蒂斯山炮台（Untere Iltisberg-Batterie），日军称为伊尔蒂斯山北炮台（イルチス山北砲台），位于东炮台西北约100米处，海拔100米，装备6门型号较旧的120毫米加农炮，1914年战时有军官1人，士兵32人，按预算装备榴弹2700发，榴霰弹2700发。掩蔽部上下两层，每层4个房间，共8个房间，双门八窗布局，内部面积400平方米，有发电机室、弹药库、食品库、士兵居室等房间，顶部有若干铁制通风筒及一处环形机枪掩体。
除太平山东炮台及北炮台外，1914年一战以前建成的永久性陆防炮台还包括：
1号炮台（Batterie I），日军称为伊尔蒂斯山南炮台（イルチス山南砲台），位于今郧阳路北侧山头（青岛市植物园内），海拔100米，装备6门90毫米73/91型速射野战炮，1914年战时有军官1人，士兵28人，按预算装备榴弹600发，榴霰弹3000发，霰弹60发。如今可能尚存部分小型掩蔽部和碎石水泥材质炮台。
2号炮台（Batterie II），位于今郧阳路南侧，装备4门37毫米机关炮，1914年战时有士兵14人。
此外，1914年开战后，德军还在太平山至太平角海岸一线新筑若干临时炮台：
圆顶山炮台（Batterie Punktkuppe），日军称为伊尔蒂斯山炮台（イルチス山砲台），位于今太平山主峰，海拔150米，装备4门60毫米快艇炮，1914年战时有军官1人，士兵19人，按预算装备榴弹2500发，为周边炮台提供火力掩护。
1a炮台（Batterie Ia），日军称为伊尔蒂斯角北炮台（イルチス岬北砲台），位于今太平角公园一带，海拔26米，装备2门50毫米速射加农炮，1914年战时有军官1人，士兵7人，主要用于支援第一步兵堡垒。
1b炮台（Batterie Ib），日军将其包含在伊尔蒂斯山南炮台内，位于1号炮台与圆顶山炮台之间，装备2门88毫米速射炮，1914年战时有军官1人，士兵12人。
1号中间地带侧翼堡垒（Zwischenraumstreiche I），日军称为伊尔蒂斯角炮台（イルチス岬砲台），位于太平角，海拔21米，装备2门88毫米速射炮，1914年战时有军官1人，士兵10人。如今可能尚存部分小型掩蔽部。
另有一些德国资料未提及的伊尔蒂斯山西炮台（イルチス山西砲台），位于今青岛电视塔一带，海拔86米，装备3门88毫米炮。此外各炮台周边还有若干机枪掩体。
1914年8月，日德青岛战役爆发。至11月7日，日军已开始进攻陆防步兵堡垒，同时德军弹药基本耗尽。7日凌晨5点10分第二步兵堡垒（小湛山北堡垒）陷落后，日军步兵第55、56联队各一部于5点30分开始向上、下伊尔蒂斯山炮台（伊尔蒂斯山东、北炮台）进攻，约6点占领两处炮台。与此同时，56联队一部占领伊尔蒂斯山西炮台。55联队一部从小湛山北堡垒突入转向西南方，于6点50分占领1号、1b炮台一带（伊尔蒂斯山南炮台）。日军向伊尔蒂斯山（太平山）主峰进发时遭圆顶山炮台（伊尔蒂斯山炮台）守军20人顽强抵抗，55、56联队各一部最终于约7点将守军全歼。7日上午，德军向日军投降。
1949年青岛解放后，各炮台遗址所在地大多归解放军使用，现有部分炮台遗址由园林部门代管。2005年2月5日，太平山东炮台及北炮台旧址列入第七批青岛市文物保护单位。